# Landschaft des Jahres
Die Landschaft des Jahres wird seit dem Jahr 1989 durch die Naturfreunde Internationale ausgerufen, um weltweit auf die Gefährdung und die Schönheit ausgewählter Landschaften aufmerksam zu machen. Anfangs erfolgte die Auswahl jährlich, seit 1991 im Abstand von zwei, seit 2007 von drei Jahren und seit 2013 unregelmäßig.
Eine gleichnamige Auszeichnung, die jährlich vergeben wird, existiert seit 2011 auch speziell für die Schweiz.

## Bisherige Landschaften des Jahres
| Jahr(e)   | Name                                 | Abbildung                    |
| --------- | ------------------------------------ | ---------------------------- |
| 1989      | Bodensee                             | 1989 Bodensee                |
| 1990      | Neusiedler See                       | 1990 Neusiedler See          |
| 1991–1992 | Region Eifel-Ardennen                | 1991/1992 Eifel-Ardennen     |
| 1993–1994 | Region Odermündung                   | 1993/1994 Odermündung        |
| 1995–1996 | Die Alpenregion                      | 1995/1996 Alpen              |
| 1997–1998 | Die Maas-Region                      | 1997/1998 Maas-Region        |
| 1999–2000 | Böhmerwald                           | 1999/2000 Böhmerwald         |
| 2001–2002 | Das alte Flandern                    | 2001/2002 Flandern           |
| 2003–2004 | Das Lebuser Land                     | 2003/2004 Lebuser Land       |
| 2005–2006 | Der Jura                             | 2003/2004 Jura               |
| 2007–2009 | Das Donaudelta                       | 2003/2004 Donaudelta         |
| 2010–2011 | Der Slowakische und Aggteleker Karst | 2010/2011 Slowakischer Karst |
| 2013–2014 | Der Oberrhein                        | 2013/2014 Oberrhein          |
| 2018–2020 | Senegal/Gambia                       | 2017/18/19 Senegal/Gambia    |

## Landschaft des Jahres in der Schweiz
Die Stiftung Landschaftsschutz Schweiz (SL) zeichnet seit 2011 in der Schweiz die „Landschaft des Jahres“ aus. Als Jury fungiert der Stiftungsrat der SL. Ziel ist, die Werte der schweizerischen Landschaften zu kommunizieren, über ihre Gefährdungen zu informieren und das lokale Engagement für die Landschaftspflege zu honorieren. Der Preis wird vom Migros-Genossenschafts-Bund und von Balthasar Schmid gestiftet. Die Preissumme beträgt CHF 10'000. Bisherige Preisträger waren:
- 2011: Val Sinestra GR
- 2012: Birspark-Landschaft BL/SO
- 2013: Campagne genevoise GE
- 2014: Valle di Muggio TI
- 2015: Innerrhoder Streusiedlung AI
- 2016: Isenthaler Wildheulandschaft UR
- 2017: Energieinfrastrukturlandschaft am Aare-Hagneck-Kanal BE
- 2018: Sakrallandschaft der Abteien und Klöster des Saane-Beckens FR
- 2019: Moorwälder der Ibergeregg – borealer Feuchtwald von grossem Zauber SZ
- 2020: Hangbewässerungslandschaft der Oberwalliser Sonnenberge VS
- 2021: Tourismusinfrastrukturlandschaft Chäserrugg/Toggenburg SG
- 2022: Alleenlandschaft Val de Ruz NE
- 2023: Klettgau SH
- 2024: Weilerlandschaft am Frienisbergplateau (Hochebene)
- 2025: Valle Bavona TI